# Defence Research Agency

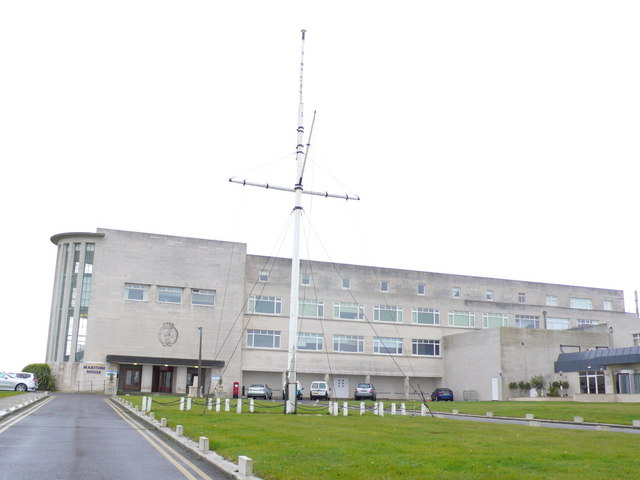
L’Admiralty Research Establishment était l’une des composantes de la DRA.

La Defence Research Agency (connue sous l'abréviation DRA), née de la fusion en avril 1991 du Royal Aircraft Establishment avec d'autres centres de recherche militaire britanniques, était jusqu'au mois d'avril 1995 une agence exécutive du ministère de la Défense britannique (ou MoD) . La DRA était la plus grande organisation scientifique et technologique du Royaume-Uni. En avril 1995, la DRA est intégrée à cinq autres départements du MoD pour former la Defence Evaluation and Research Agency (ou DERA), laquelle devient l'entreprise QinetiQ en 2001.